# 24

## Події

### Римська імперія
Імператором був Тиберій, консулами були обрані Сервій Корнелій Цетег і Луцій Віселій Варрон, консулами-суфектами Гай Кальпурній Авіола і Публій Корнелій Лентул Сципіон.
Війна Римської імперії проти Нумідії і Мавретанії завершилась завоюванням останніх. Скінчилося повстання Такфаріната.

### Астрономічні явища
- 28 березня. Повне сонячне затемнення.[1]
- 21 вересня. Кільцеподібне сонячне затемнення.[1]

## Народились
- (близько 22-24) Пліній Старший — давньоримський історик і натураліст

## Померли
- Страбон — давньоримський географ та історик
- Намхе Чхачхаун — корейський правитель, другий володар держави Сілла періоду Трьох держав.